# Druckpuls
Der Begriff Druckpuls bezeichnet in der Medizin einen langsamen aber kräftigen Puls, der mit einem Anstieg des Blutdruckes einhergeht. Er ist ein mögliches Symptom bei einer raschen Steigerung des Hirndrucks, beispielsweise durch einen Tumor, eine Gehirnhautentzündung, ein Hirnödem oder Hirnblutungen.
Der Begriff bezeichnet in der Medizin aber ebenfalls die graphische Aufzeichnung des Verlaufes des Blutdruckes während Sys- und Diastole. Der Druckpuls ist in der Aorta langsamer und hat geringere Werte als in der Peripherie, da hier die Gefäße enger und weniger elastisch sind. Außerdem werden an Gefäßaufzweigungen und an Sphinktergefäßen die Druckwellen reflektiert. Diese ziehen dann praktisch in Richtung Herzen und addieren sich mit der nächsten Druckwelle, wodurch diese überhöht wird. Außerdem wird die reflektierte Welle wieder reflektiert und erzeugt dadurch eine abgeschwächte zweischlägige (dikrotische) Pulswelle. Das bedeutet auch im Liegen hat der Mensch in den Beinen bzw. Füßen eine größere Blutdruckamplitude. Am Herzen sieht man in der Druckpulskurve einen Einschnitt (Inzisur), die durch einen geringen Rückstrom des Blutes gegen die Aortenklappe ausgelöst wird und durch deren Schluss wieder aufgehoben wird.